# Надзвичайні ситуації гідрогеологічного характеру
Надзвича́йні ситуа́ції гідрогеологі́чного хара́ктеру

## Повені
Від повеней у ХХ ст. загинуло 9 млн осіб. Недарма в народі кажуть, що найстрашніші для людини це вода і вогонь. Повінь — це значне затоплення місцевості внаслідок підйому рівня води в річці, озері, водосховищі, спричинене зливами, весняним таненням снігу, вітровим нагоном води, руйнуванням дамб, гребель тощо. Повені завдають великої матеріальної шкоди та призводять до людських жертв.

## Наслідки повеней
- затоплення шаром води значної площі землі;
- ушкодження та руйнування будівель та споруд;
- ушкодження автомобільних шляхів та залізниць;
- руйнування обладнання та комунікацій, меліоративних систем;
- загибель свійських тварин та знищення врожаю сільськогосподарських культур;
- вимивання родючого шару ґрунту;
- псування та нищення сировини, палива, продуктів харчування, добрив тощо;
- загроза інфекційних захворювань (епідемії);
- погіршення якості питної води;
- загибель людей.

Повені відрізняються від інших стихійних лих тим, що деякою мірою прогнозуються. Але прогнозувати ймовірність повені набагато легше, ніж передбачити момент її початку. Точність прогнозу зростає при отриманні надійної інформації про кількість та інтенсивність опадів, рівні води в річці, запаси води в сніговому покрові, зміни температури повітря. довгострокові прогнози погоди тощо.
Основний напрям боротьби з повенями в зменшенні максимальних витрат води в річці завдяки перерозподілу стоку в часі (насадження лісозахисних смуг, оранка ґрунту поперек схилу, збереження узбережних смуг рослинності, терасування схилів тощо). Для середніх та великих річок досить дійовим засобом є регулювання паводкового стоку за допомогою водосховищ. Окрім того, для захисту від повеней широко застосовується давно відомий спосіб — влаштування дамб. Для ліквідації небезпеки утворення засорів проводиться розчищення та заглиблення окремих ділянок русла річки, а також руйнування криги вибухами за 10-15 днів до початку льодоходу.
Ще один досить важливий шлях регулювання стоку й запобігання повеней — ландшафтно-меліоративні заходи.

## Деякі рекомендації щодо правил поведінки при повені
- отримавши попередження про затоплення, необхідно терміново вийти в безпечне місце — на височину (попередньо відключивши воду, газ, електроприлади);
- якщо повінь розвивається повільно, необхідно перенести майно в безпечне місце, а самому зайняти верхні поверхи (горища), дахи будівель;
- для того, щоб залишити місця затоплення, можна скористатися човнами, катерами та всім тим, що здатне утримати людину на воді (колоди, бочки, автомобільні камери тощо);
- коли людина опинилася у воді, їй необхідно скинути важкий одяг та взуття, скористатись плаваючими поблизу засобами й чекати на допомогу[2].

## Зсуви
Зсуви можуть виникнути на всіх схилах з нахилом в 20о і більше в будь-яку пору року. За швидкістю зміщення порід зсуви поділяють на:
- повільні (швидкість становить декілька десятків сантиметрів на рік);
- середні (швидкість становить декілька метрів за годину або добу);
- швидкі (швидкість становить десятки кілометрів за годину).

Зсуви — це ковзкі зміщення мас гірських порід вниз по схилу, які виникають через порушення рівноваги. Зсуви виникають через ослаблення міцності гірських порід внаслідок вивітрювання, вимивання опадами та підземними водами, систематичних поштовхів, нерозважливої господарської діяльності людини тощо.

## Снігові лавини
Снігові лавини також належать до зсувів і виникають так само, як і інші зсувні зміщення. Сили зчеплення снігу переходять певну межу, і гравітація викликає зміщення снігових мас уздовж схилу.
Існує пасивний та активний захист від лавин. При пасивному захисті уникають використання лавинонебезпечних схилів або ставлять на них загороджувальні щити. При активному захисті проводять обстріл лавинонебезпечних схилів, що викликає сходження невеликих, безпечних лавин, запобігаючи таким чином накопиченню критичних мас снігу.

## Селі
Виникають селі в басейнах невеликих гірських річок внаслідок злив, інтенсивного танення снігів, проривів завальних озер, обвалів, зсувів, землетрусів.
Селі — це паводки з великою концентрацією ґрунту, мінеральних частин, каміння, уламків гірських порід (від 10—15 до 75 % об'єму потоку). За складом твердого матеріалу, який переносить селевий потік, їх можна поділити на:
- грязьові (суміш води з ґрунтом при незначній концентрації каміння, об'ємна вага становить 1,5—2 т/куб.м);
- грязекам'яні (суміш води, гравію, невеликого каміння, об'ємна вага — 2,1—2,5 т/куб.м);
- водокам'яні (суміш води з переважно великим камінням, об'ємна вага — 1,1—1,5 т/куб.м).

## Деякі рекомендації щодо правил поведінки при зсувах, снігових лавинах та селях
- у випадку попередження про селевий потік або зсув, які насуваються, слід якомога швидше залишити приміщення і вийти у безпечне місце;
- надавати допомогу людям, які потрапили в селевий потік, використовуючи дошки, палки, мотузки та інші засоби; виводити людей з потоку в напрямку його руху, поступово наближаючись до краю;
- при захопленні сніговою лавиною, необхідно зробити все, щоб опинитися на її поверхні (звільнитись від вантажу, намагатись рухатись вгору, рухи як при плаванні); якщо ні, то потрібно намагатися закрити обличчя курткою, щоб створити повітряну подушку (сніговий пил потрапляє в ніс і рот — людина задихається);
- вирушаючи в гори, необхідно мати при собі лавинні мотузки яскравого кольору; мотузку намагатися викинути на поверхню, щоб завдяки мотузці людину, яка потрапила в снігову лавину, могли знайти.